# Cestería

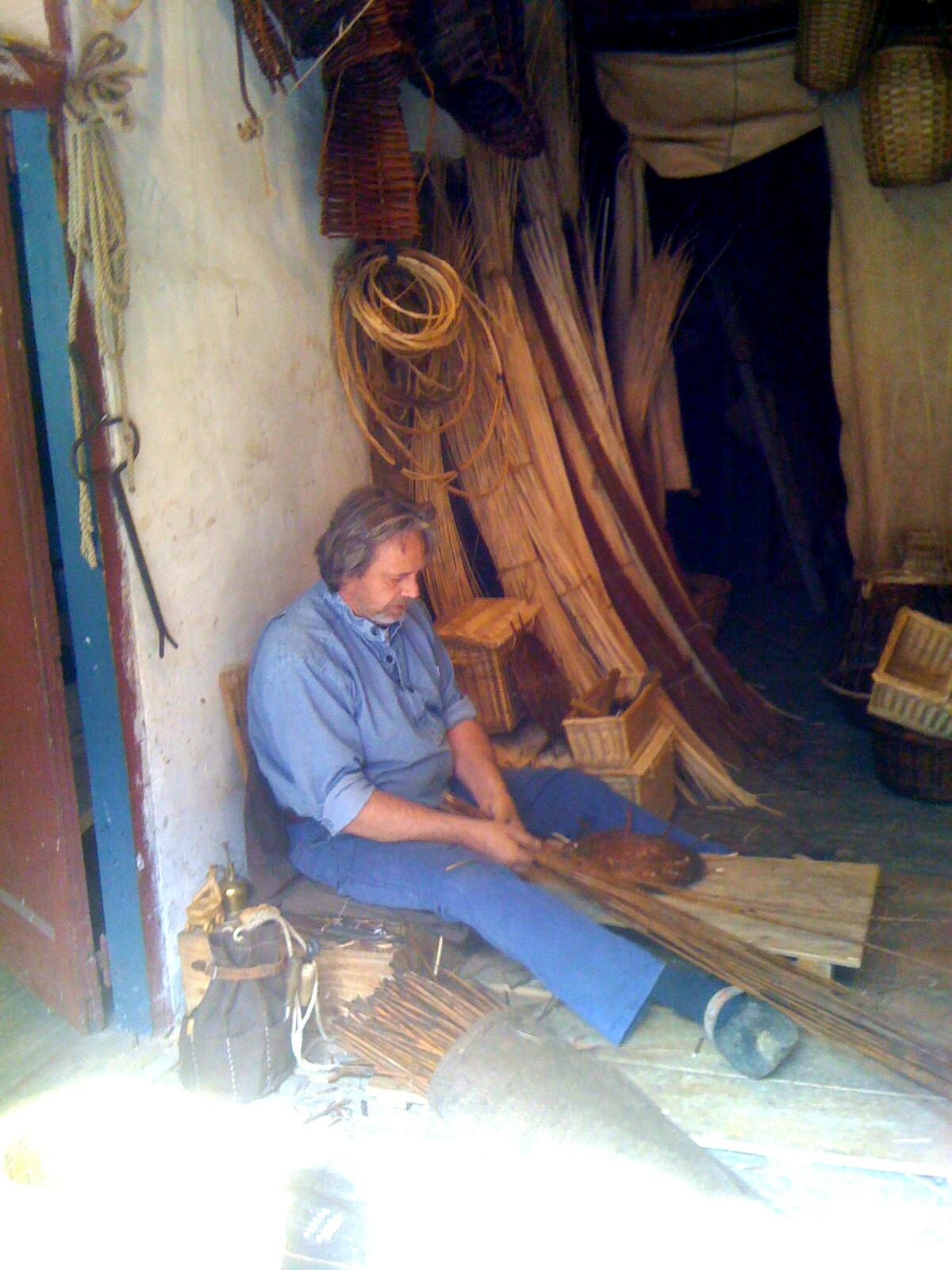
Canastero de Holanda

La cestería es un proceso de confección mediante entretejido o arrollamiento de algún material ligero, fino, alargado y flexible o cimbreante, por lo general redondo pero también plano, para elaborar por lo general recipientes (cestas o canastos) u otros artefactos (sombreros, esteras, cribas, biombos, abanicos, paneras, alfombrillas, tapicería, respaldos y suelos de sillas, redes, cordeles, sogas, amarres, costales, escobas, cepillos, techumbres, estropajos...). Las personas dedicadas a esta profesión se denominan canasteros o cesteros.

## Origen
La cestería es una de las artes más antiguas de la humanidad, practicada a partir de tiras o fibras de origen vegetal (mimbre, junco, papiro, esparto, enea, algas, ratán, sisal, bonote, yute, abacá o cáñamo de Manila, maíz, palma, rafia o margalló, bambú, pita, agave, capoc, cáñamo, ramio, algodón, lino, médula de caña, jacinto de agua...) y también de origen animal (seda, lana, alpaca, cuero, angora, cachemir, vicuña, pelo de camello, de llama, ballena...)  y hoy en día procedentes también de materias sintéticas (plásticos, rayón, azlón, nylon, poliéster, viscosa, triacetato, tencel, ingeo, microfibras...), aleaciones metálicas y otros).
Los registros de mayor antigüedad han sido datados mediante carbono radiactivo entre los 12 y 10 mil años antes del presente descubiertos en El-Fayum, alto Egipto. Y también se evidencia en las marcas de cestos usados para dar forma a algunos de los primeros artefactos de alfarería encontrados.
A pesar de la antigüedad de la cestería, nunca ha dejado de interesar al público y en todo el mundo se comercia con canastos al lado de las carreteras, en sitios turísticos y mercados campesinos. La popularidad de la cestería contrasta también con su carácter manual, ya que es una de las pocas actividades artesanales que no ha sido mecanizada.

## Cestería indígena

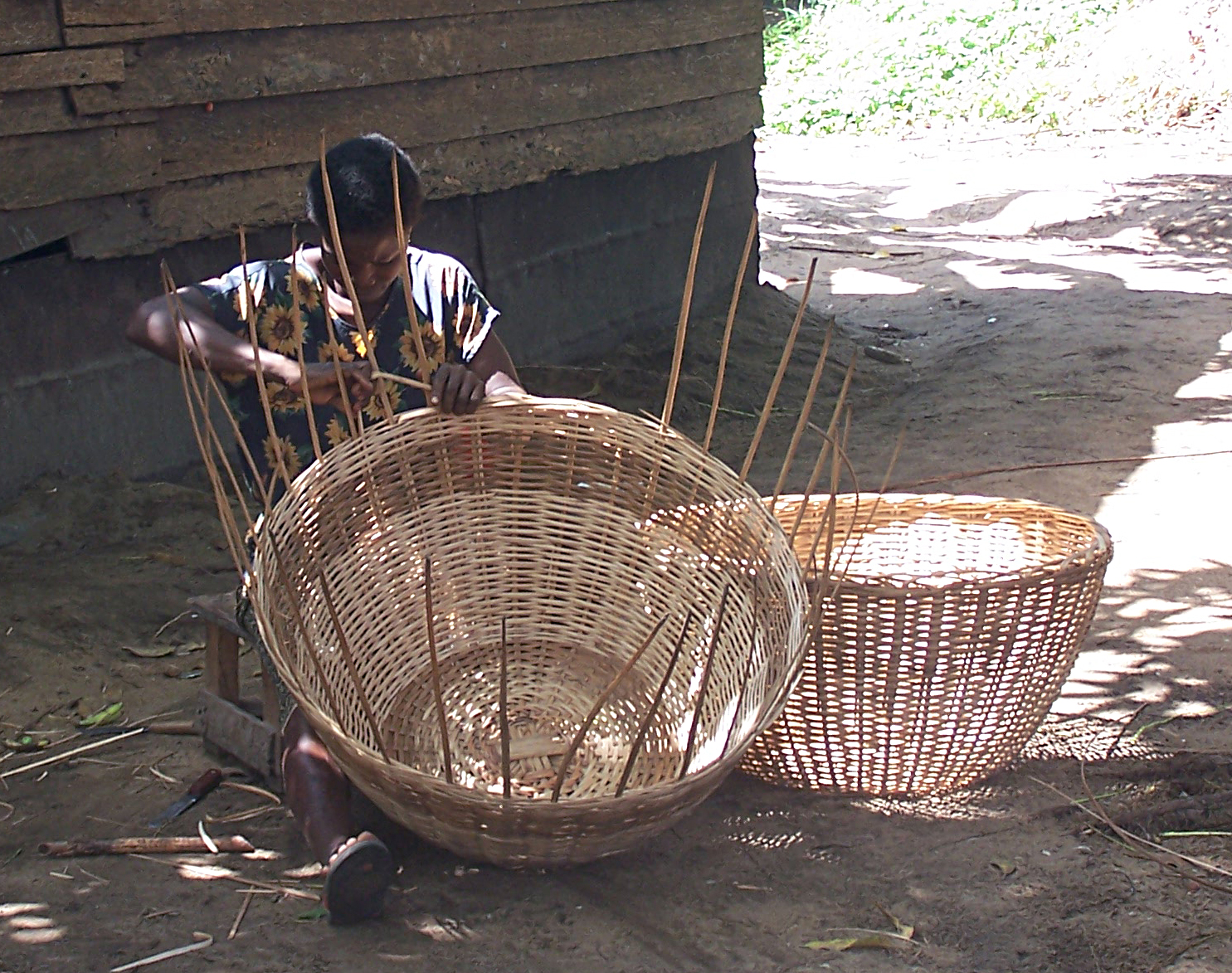
Canastera de Camerún.

Los aborígenes fabrican sus cestas de materiales asequibles localmente. Por ejemplo en la Amazonia usan principalmente materia prima de palmas y bejucos, mientras en Nueva Inglaterra usan los fresnos. Los Cheroqui usan bundled pine needles. El material enrollado  Rhus coriaria Zumaque, yucca, y sauces. En el noroccidente de México, el pueblo seri continúan "cosiendo" canastos, enrollando partes flexibles de Jatropha cuneata. En el Ártico y subártico, se usan fibras de las ballenas. Los indígenas del Chaco utilizan el karanda'y (copernicia alba).

### Tipos de cestería indígena
Se puede clasificar la cestería en tres tipos:
- El "arrollado", en que el material se dispone en forma de espiral con volutas superpuestas, que se cosen.
- El "trenzado", que usa tiras anchas obtenidas de plantas. Puede tratarse de tejidos sencillos en que las tramas se pasan de uno a otro lado de las luces de las calles y de todos lados. como una clineja
- El "entrelazado" que se refiere a la mezcla entre el "arrollado" y el "trenzado", este se le aplican las dos técnicas anteriores y se les aplica una técnica llamada "pepe ", que con ayuda de "calusa" se le da una gran comparación del canasto.

Si se trata de tejidos planos, conviene distinguir primero la urdimbre y la trama, y luego estructuras más complejas como el tafetán, etcétera.